# 1256

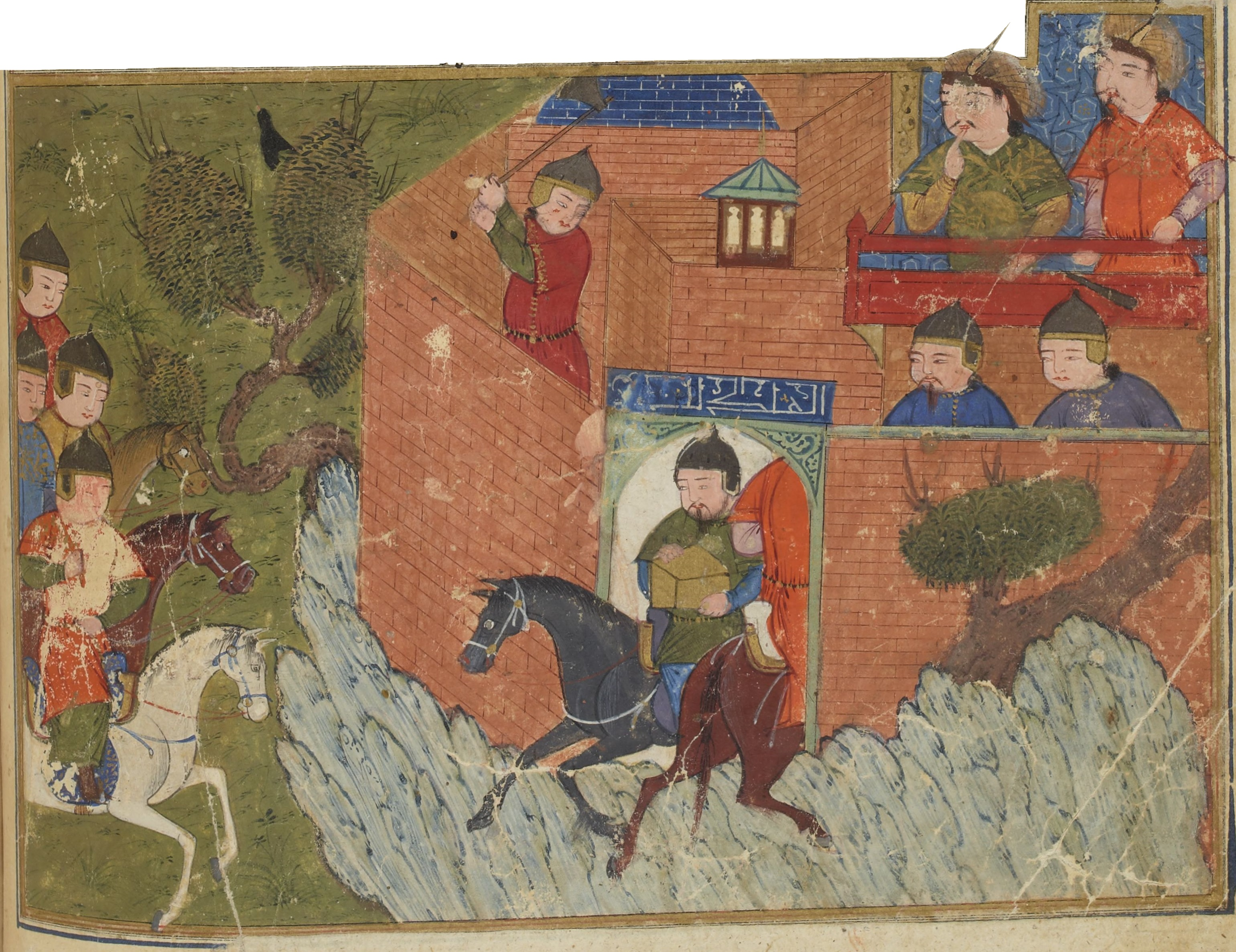
De inname van Alamoet door Hulagu

Het jaar 1256 is het 56e jaar in de 13e eeuw volgens de christelijke jaartelling.

## Gebeurtenissen
januari
- 18 - Maria van Brabant wordt onthoofd door haar man Lodewijk II van Beieren.
- 28 - Slag bij Hoogwoud: Willem II van Holland, koning van Duitsland sneuvelt in de strijd tegen de West-Friezen. Hij wordt opgevolgd door zijn zoon Floris V onder regentschap van diens oom Floris de Voogd

april
- 9 - Paus Alexander IV richt in de bul Licet ecclesiae catholicae de Orde der Augustijnen op.

september
- Lodewijk IX doet uitspraak in het conflict tussen Vlaanderen en Holland over Zeeland: Het condominium (waarbij beiden de helft van het gebied bezaten wordt afgeschaft, en Zeeland komt toe aan Holland, maar Holland dient hierover wel leenhulde te brengen aan Vlaanderen.
- 24 - Lodewijk IX bepaalt in het Edict van Péronne dat het huis Dampierre, graven van Vlaanderen, geen aanspraak meer kunnen maken op het graafschap Henegouwen.

oktober
- 2 - Verdrag van Brussel: Onder invloed van Otto II van Gelre sluiten Margaretha II van Vlaanderen en Floris de Voogd een verdrag waarin vastgelegd wordt dat Zeeland bezit is van Holland.

december
- De Mongoolse legeraanvoerder Hulagu sticht het Il-kanaat.
- 15 - Hulagu neemt de vesting Alamoet in. Einde van de macht van de Assassijnen in Iran.

zonder datum
- Haakon IV onderneemt een militaire expeditie naar het Deense Halland en verovert het.
- Begin van de Oorlog van Sint Sebas, een strijd tussen Venetië en Genua over de controle van de handel in de oostelijke Middellandse Zee, in het bijzonder de haven van Akko.
- De Picatrix, een belangrijk Arabisch astrologisch werk, wordt vertaald in het Castiliaans. (jaartal bij benadering)
- oudst bekende vermelding: Mierlo, Poprad

## Opvolging
- Carrick - Neil van Carrick opgevolgd door Marjorie van Carrick
- Duitse Orde - Poppo van Osterna opgevolgd door Hanno van Sangershausen (jaartal bij benadering)
- Gouden Horde - Sartaq opgevolgd door Ulaqchi
- Henegouwen - Karel van Anjou opgevolgd door Margaretha II van Vlaanderen
- Karinthië - Bernard opgevolgd door zijn zoon Ulrich III
- Namen - Boudewijn II opgevolgd door Hendrik V van Luxemburg
- Tempeliers - Reinoud de Vichiers opgevolgd door Thomas Bérard

## Afbeeldingen

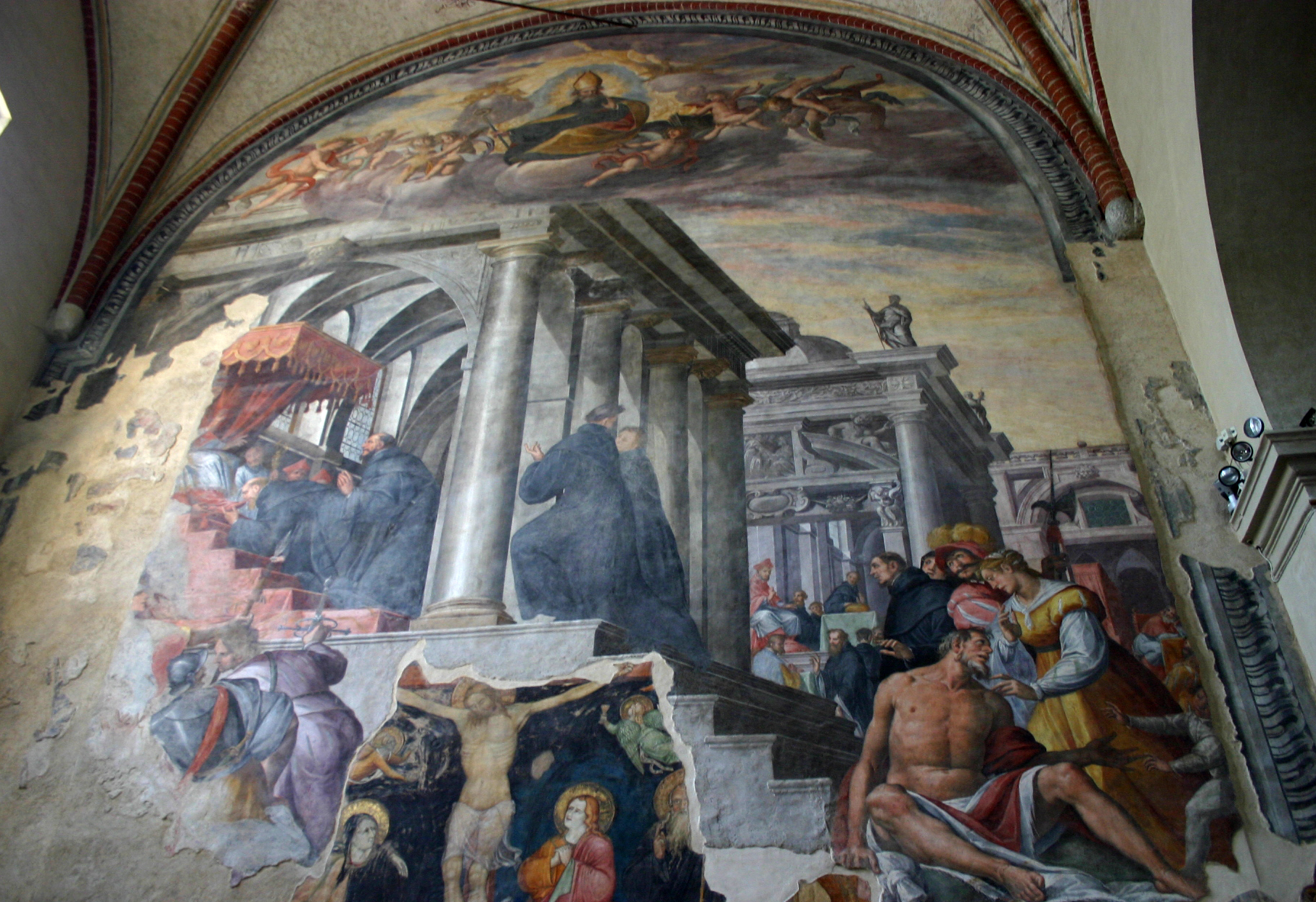
Alexander IV stelt de Orde der Augustijnen in
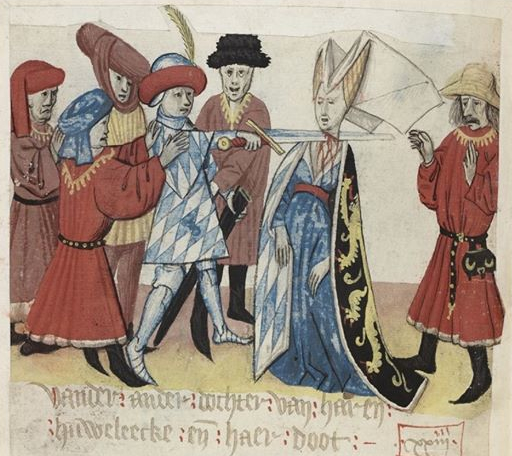
executie van Maria van Brabant op verdenking van overspel

## Geboren
- 21 maart - Hendrik I, markgraaf van Brandenburg (1266-1318)
- Robert van Clermont, Frans prins en edelman
- Jamyang Rinchen Gyaltsen, Tibetaans geestelijke (jaartal bij benadering)

## Overleden
- 4 januari - Bernard, hertog van Karinthië (1202-1256)
- 18 januari - Maria van Brabant (~29), echtgenote van Lodewijk II van Beieren
- 28 januari - Willem II van Holland, koning van Duitsland (1247/1254-1256)
- 1 mei - Mafalda van Portugal, echtgenote van Hendrik I van Castilië
- 7 juni - Hugo van Cralingen, Hollands edelman
- 1 september - Kujo Yoritsune (38), shogun (1226-1244)
- 14 oktober - Kujo Yoritsugu (16), shogun (1244-1252)
- ibn al-Banna, Marokkaans wiskundige en astronoom
- Margaretha van Bourbon-Dampierre, echtgenote van Theobald I van Navarra
- Neil van Carrick, Schots edelman
- Reinoud de Vichiers, grootmeester der Tempeliers
- Sartaq, kan van de Gouden Horde (1255-1256)
- Zeger I van Edingen, Brabants edelman